# Manuel del Pópulo Vicente García
Manuel del Pópulo Vicente García (Sevilla, 21 de enero de 1775 - París, 9 de junio de 1832) fue un cantante, compositor, productor de ópera, maestro de canto y director de escena español. Se le conoce también por Manuel García o Manuel del Pópulo García. Su nombre completo debería ser Manuel Rodríguez Aguilar con arreglo a los apellidos de sus padres, aunque hay que tener en cuenta que en su época la norma de tomar el primer apellido del padre y el segundo de la madre no estaba institucionalizada como en la actualidad. Es uno de los personajes más influyentes de la ópera del siglo XIX, como compositor, tenor predilecto de Gioacchino Rossini y maestro del bel canto. Constituyó la dinastía más importante de cantantes y profesores de canto del siglo XIX, formada por los hijos que tuvo de su unión con Joaquina Briones: María Malibrán (1808-1836), Pauline Viardot-García (1821-1910) y Manuel Patricio García (1805-1906).

## Biografía

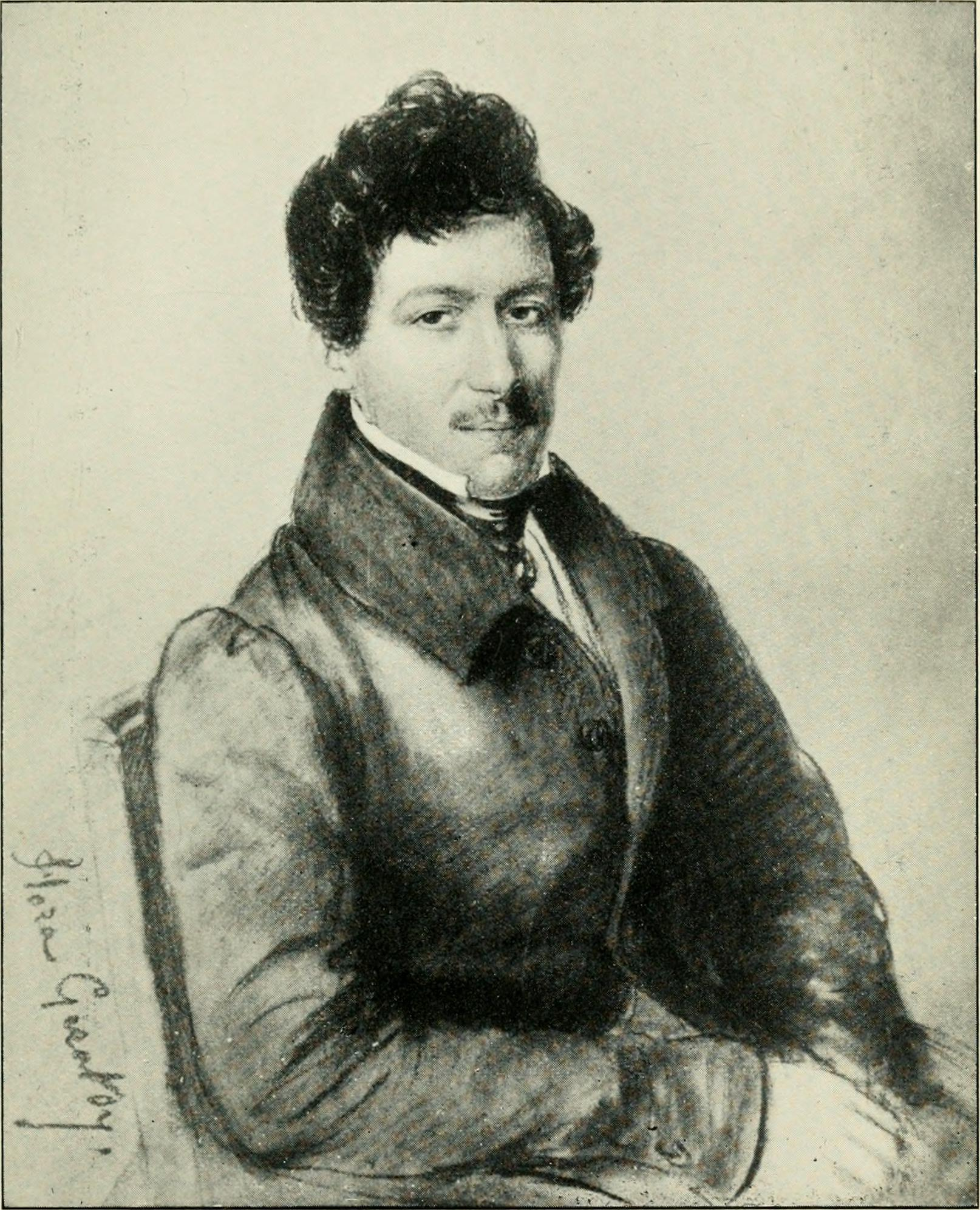
Retrato de Manuel García

Fue bautizado en Sevilla, en la parroquia de Santa María Magdalena. En su partida de bautismo puede leerse que es hijo legítimo de Gerónimo Rodríguez y su esposa María Aguilar. Se discute el origen del apellido García. Parece ser que proviene de su abuelo paterno Diego Rodríguez-García. Hay que tener en cuenta que en el siglo XVIII aún no estaba estandarizada la norma de adoptar el primer apellido del padre y el segundo de la madre. El segundo nombre, "del Pópulo", procede del convento agustino Santa María del Pópulo situado cerca de su lugar de nacimiento.
A los seis años ingresó en el coro de la catedral de Sevilla, donde tuvo su primera formación. Se sabe que al menos hasta los catorce años vivió en el hogar familiar junto a sus padres, abuela materna y hermanas Rita y María. La Sevilla de su infancia carecía de vida operística debido a una prohibición municipal y eclesiástica que pretendía librar a la ciudad de los pecados que el teatro y la ópera podían traer a los ciudadanos. Así que, a los dieciséis años se trasladó a Cádiz.
En 1792, debutó en el Teatro de Cádiz con la obra La Tonadilla. En esta ciudad se casó en 1797 con la también cantante Manuela Morales (nombre artístico de Manuela Aguirre Pacheco), con quien tuvo una hija, la también cantante Josefa Ruiz García (de nombre real Josefa García Morales, 1803-1850).
En 1798, se trasladó a Madrid junto a su esposa, integrándose en la compañía de Antonio Ramos, cantando en el Teatro de los Caños del Peral (actual Teatro Real de Madrid) algunas de las primeras tonadillas de composición propia: El Majo y la Maja y La Declaración. Poco después, tras un incidente con la guardia militar del Teatro del Príncipe que le costó una breve estancia en prisión, abandonó Madrid para dirigirse a Málaga.
Durante su estancia en Málaga (1800-1801) tiene éxito, pero añora Madrid y en 1802 retornó a la capital de España. Entre sus composiciones más famosas de este periodo están: Quien porfía mucho alcanza, El criado fingido y sobre todo El poeta calculista cuya aria Yo que soy contrabandista se hizo muy popular en toda Europa. En el año 2007, esta última aria fue grabada por Cecilia Bartoli en un disco dedicado a María Malibrán.
En 1807, comenzó una serie de viajes por diferentes países que duraron hasta su fallecimiento, comenzando por París donde tuvo éxito como tenor y compositor. Entre 1811 y 1816, se instaló en Italia donde completó sus estudios musicales y estrenó su ópera Il Califfo di Bagdad por la que obtuvo gran éxito. Gioachino Rossini lo eligió como tenor principal para el estreno de sus óperas Isabel, reina de Inglaterra y El Barbero de Sevilla. Las partituras de las dos óperas indican que García tuvo una tesitura de dos octavas desde el la debajo del sistema hasta el si sobreagudo, buenas coloraturas y un buen control de respiración en frases largas.
Durante esta época publicó, en la editorial del guitarrista español afincado en París Salvador de Castro Gistau, partituras para canto y guitarra (la cual sabía tocar) Six seguidilles ou chansons nationales espagnoles avec traduction française et accompagnement de guitare (ca.1815). Además escribió casi un centenar de boleras para una o varias voces, que se encuentran manuscritas en la Biblioteca Nacional de París.
Continuó con su periplo internacional componiendo y representando sus propias óperas, para trasladarse finalmente a Nueva York donde representó varias óperas de composición propia como L'amante artista, asimismo estrenó óperas de Mozart y Rossini inéditas en América.
En 1827, viajó a México donde contribuyó a la difusión del género operístico, traduciendo al español obras francesas e italianas para mejorar su aceptación por el público mexicano. En este país aparte de su éxito le ocurrió un desagradable incidente, cuando se dirigía a Veracruz, en un lugar llamado Tepeyahualco, el convoy en el que viajaba fue asaltado por unos bandoleros, sus carruajes saqueados, siendo víctima del robo de mil onzas de oro, fruto de todo su trabajo. En 1830, volvió a Francia dedicándose a la docencia hasta su muerte acaecida en 1832. 
Hacia el final de su vida compuso cinco óperas de salón entre las que destaca Le cinesi , estrenada en 1831 en sesión privada parisina.
Está enterrado en el cementerio Père Lachaise (división 25), en París.

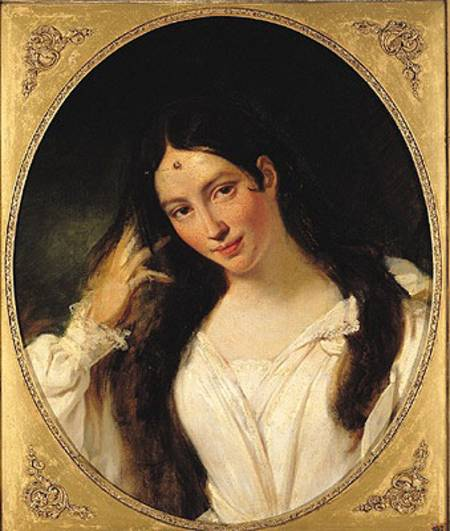
María Malibrán, hija de Manuel, fue una legendaria cantante de ópera.

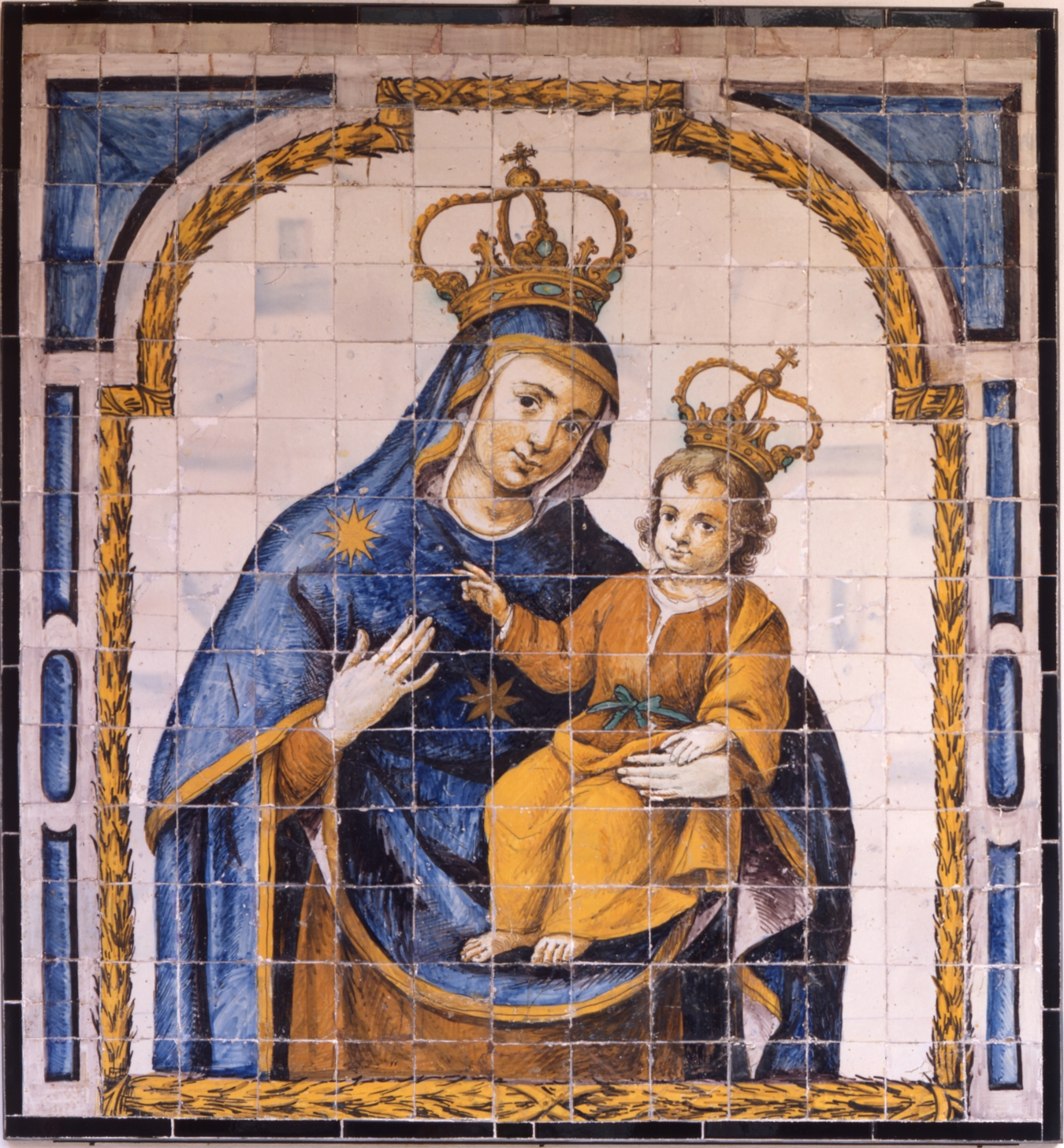
Azulejo de la Virgen del Pópulo en Sevilla a la que Manuel García debe su segundo nombre.

Sus hijas María Malibrán (1808-36) y Pauline Viardot-García (1821-1910) tuvieron grandes éxitos como cantantes de las óperas del bel canto. El hijo Manuel Patricio Rodríguez García (1805-1906) no pudo repetir el éxito de su padre como cantante, pero se convirtió en el maestro de canto más influyente del siglo XIX y XX, continuó la escuela de su padre y es considerado el inventor del laringoscopio.